# Sweet Liberty
Sweet Liberty ist eine von Alan Alda inszenierte Komödie aus dem Jahr 1986. Der Titel bezieht sich auf die Amerikanische Revolution, die Inhalt des im Film produzierten Spielfilms ist. Alda schrieb nicht nur das Drehbuch, sondern trat neben Michael Caine, Michelle Pfeiffer und Bob Hoskins als Hauptdarsteller auf.

## Handlung
Michael Burgess ist ein Professor für Geschichte am College der Kleinstadt Sayeville. Sein preisgekröntes Buch über den Amerikanischen Unabhängigkeitskrieg soll verfilmt werden. Michael ist in einer Beziehung mit der Professorin Gretchen Carlsen, die, im Gegensatz zu Michael, gerne heiraten möchte. Das Filmteam trifft in der Stadt ein, um mit den Dreharbeiten zu beginnen. Als Michael das Script liest, ist er schockiert, dass der Drehbuchautor Stanley Gould historische Fakten in eine seichte Komödie verwandelt hat. Stanley fleht Michael an, zusammen mit ihm das Drehbuch zu überarbeiten.
Der Professor ist hingerissen von der Hauptdarstellerin Faith Healy. Als Schauspielerin, die dem Method Acting anhängig ist, verzaubert sie Michael durch ihre Rolle und nicht durch ihre wahre Persönlichkeit. Michael und Gretchen trennen sich daraufhin.
Stanley und Michael geben ihre Drehbuchänderungen umgehend an Faith und den männlichen Hauptdarsteller Elliott James weiter. Beide überzeugen den Regisseur Bo Hodges, mit dem neuen Material zu arbeiten.
Michael schläft mit Faith und ist entsetzt, als diese kurze Zeit später ebenfalls mit dem verheirateten Elliot eine Nacht verbringt, nur um die Leinwandpräsenz in gemeinsamen Szenen zu erhöhen.
Durch das mangelnde Interesse des Regisseurs, sich an historische Fakten zu halten, sieht sich Michael gezwungen, zusammen mit einheimischen Statisten eine Meuterei anzuzetteln, die die Dreharbeiten eines ganzen Tages ruiniert.
Als das Filmteam nach Beendigung der Dreharbeiten die Stadt verlässt, kommen Michael und Gretchen wieder zusammen. Beide haben gelernt, Kompromisse einzugehen und beschließen zu heiraten. Am Tag der Premiere des Films ist Gretchen schwanger.

## Kritiken
„Treffsichere Satire mit Seitenhieben auf die Vermarktungsstrategien der amerikanischen Filmindustrie. Bemerkenswert gespielt und vielschichtig in der Beschreibung menschlicher Beziehungen, jedoch nicht konsequent genug in der kritischen Haltung.“

„Der Film bemüht sich um zu viele Charaktere gleichzeitig und verliert dabei die interessantesten aus den Augen.“

„Mr. Alda betrachtet die Welt nicht durch das Sehrohr eines Filmemachers aus Hollywood. Er sieht sie vollständig, mehr oder weniger wie wir alle, die wir mit der U-Bahn fahren und Zeitungen und Bücher lesen ohne auf einen Vermarktungswert zu achten.“

## Synchronisation
In der deutsch synchronisierten Fasung sind zu hören: Norbert Langer für Alda, Jürgen Thormann für Caine, Evelyn Maron für Pfeiffer, Michael Chevalier für Hoskins und Joachim Tennstedt für Rubinek.